# 조조: 황제의 반란
《조조: 황제의 반란》(중국어: 銅雀台, 영어: The Assassins)은 2012년 개봉한 중국의 영화이다.

## 캐스팅
- 주윤발 - 조조
- 유역비 - 영저
- 다마키 히로시 - 목순
- 소유붕 - 후한 헌제
- 이능정 - 복황후
- 구심지 - 조비
- 요로 - 길본
- 예대홍 - 복완
- 지정 - 허저

## 한국어 더빙 성우진(KBS)
- 신성호 - 조조(주윤발)
- 윤세웅 - 황제(소유붕)
- 박지윤 - 영저(유역비)
- 박상훈 - 목순(다마키 히로시)
- 이미연 - 복황후(이능정)
- 최정호 - 조비(구심지)
- 홍진욱 - 길본(요로)
- 이근욱 - 복완(예대홍)
- 임정길 - 허저(지정)
- 사성웅 - 길막(국경)
- 이제인 - 시녀(염니)